# Entorrhizales
Entorrhizales är en ordning av svampar. Entorrhizales ingår i klassen Entorrhizomycetes, divisionen basidiesvampar och riket svampar.
| Entorrhizales | \| \| Entorrhizaceae \| \| \| \| |
|               | \| \| Entorrhizaceae \| \| \| \| |
|               | Entorrhizaceae                   |
|               |                                  |

|  | Entorrhizaceae |
|  |                |